# Hildesheimer Stiftsfehde

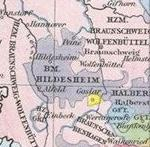
Das Hochstift um 1500 (vor der Stiftsfehde)

Die Hildesheimer Stiftsfehde bezeichnet eine 1519 ausgebrochene Fehde zwischen dem Hochstift Hildesheim und den welfischen Fürstentümern Braunschweig-Wolfenbüttel und Calenberg. Ursprünglich war sie ein rein lokaler Konflikt zwischen dem Hildesheimer Bischof Johann IV. von Sachsen-Lauenburg und dem Hildesheimer Stiftsadel, entwickelte sich aber zu einer Auseinandersetzung niedersächsischer Territorialfürsten. Anlass waren die vom Hildesheimer Bischof angestrebte Einlösung verpfändeter Ländereien und seine Steuerforderungen an den Stiftsadel. Die Stiftsfehde endete mit dem Quedlinburger Rezess im Jahre 1523.

## Hintergrund
Aufgrund der schlechten finanziellen Lage verlangte der Hildesheimer Fürstbischof die Rückgabe einiger an den Stiftsadel verpfändeter Güter, die für den Adel eine wichtige Einnahmequelle darstellten. Ein kleiner Teil von Adel und Ritterschaft weigerte sich aber, seinen Pfandbesitz dem Fürstbischof zurückzugeben. Parallel dazu gab es Bestrebungen des welfischen Hauses, die an das Hochstift verpfändeten Gebiete um Everstein einzulösen, wobei sich hier Differenzen zwischen der lüneburgischen Linie des Welfenhauses unter Heinrich dem Mittleren, den welfischen Linien in Braunschweig-Wolfenbüttel, Calenberg und dem Hochstift Minden abzeichneten. So erhielt Heinrich der Mittlere 1513 von Fürstbischof Johann IV. eine hohe Pfandsumme für Everstein und stellte sich somit gegen Interessen der anderen welfischen Linien.

## Bündnis zwischen dem Hildesheimer Adel und Heinrich dem Jüngeren

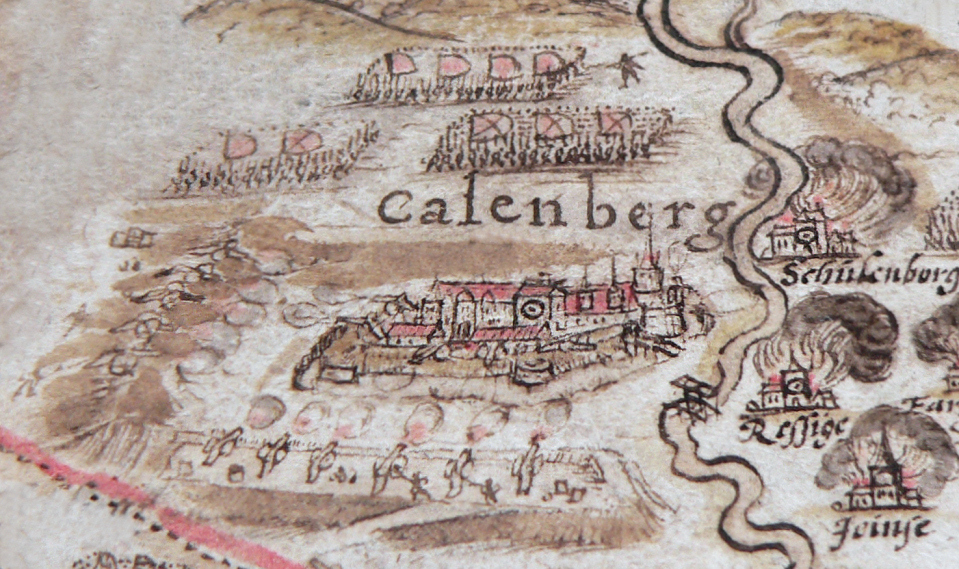
Belagerung der Festung Calenberg 1519, Zeichnung von Johannes Krabbe von 1591

Heinrich der Jüngere von Braunschweig-Wolfenbüttel suchte einen Grund, das benachbarte Fürstentum Hildesheim anzugreifen, und fand ihn in den Streitigkeiten zwischen dem Bischof und dem Stiftsadel. So kam es 1516 zu einem Bündnis zwischen einer kleinen Gruppe von Hildesheimischen Stiftsadeligen und Heinrich dem Jüngeren von Braunschweig-Wolfenbüttel. Im Jahre 1519 entwickelte sich der schwelende Konflikt zum offenen Krieg, der oft als „letzte mittelalterliche Fehde“ bezeichnet wird.
Bündnispartner waren auf der einen Seite der Hildesheimer Fürstbischof Johann IV., die Stadt Hildesheim, Herzog Heinrich der Mittlere (Fürstentum Lüneburg), sowie die Grafen Antonius von Schaumburg (Schwager des Fürstbischofs) und Jobst II. von Hoya. Außerdem die Herren Johann VI. von Diepholz und Simon V. zur Lippe. Herzog Karl von Geldern, Schwiegersohn Heinrichs des Mittleren, gewährte den Verbündeten militärische Unterstützung.
Auf der anderen Seite standen Herzog Heinrich der Jüngere (Fürstentum Braunschweig-Wolfenbüttel), sein Bruder Herzog Franz von Braunschweig-Wolfenbüttel, der Fürstbischof von Minden, deren Onkel Herzog Erich von Calenberg (Fürstentum Calenberg) sowie eine kleine Gruppe Hildesheimischer Stiftsadliger um die Ritter von Saldern.

## Schlacht bei Soltau und Verlagerung auf die reichspolitische Ebene

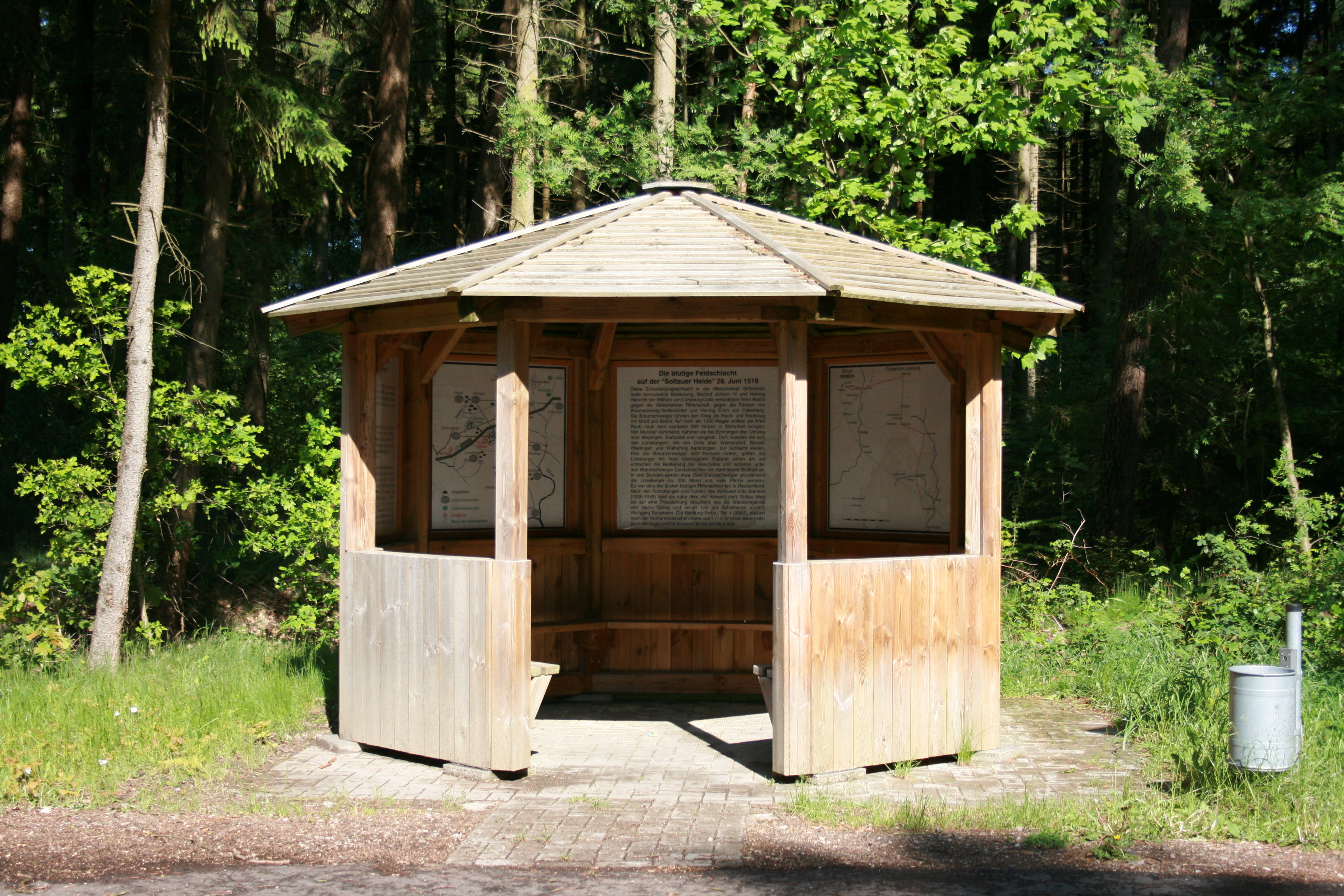
Informationstafeln nahe dem ehemaligen Schlachtfeld in Soltau-Wiedingen

Zwischen den Jahren 1519 und 1523 kam es immer wieder zu größeren Schlachten und kleineren Scharmützeln, bei denen viele Städte und Dörfer schwer verwüstet wurden. 
Die Fehde begann mit dem Einfall Heinrichs von Lüneburg in das Hochstift Minden, wo ihm die Stadt Minden und die Burg Petershagen zufielen. Die verfeindeten Braunschweiger Herzöge fielen darauf in das Hochstift Hildesheim ein.
Nach vergeblichen Belagerungen der Festungen in Calenberg und in Hildesheim durch hildesheimische beziehungsweise braunschweigische Truppen sowie zahlreichen Verwüstungen und Plünderungszügen beider Seiten gegen die Zivilbevölkerung kam es am 28. Juni 1519 zur Schlacht bei Soltau (beim Dorf Langeloh). Die Hildesheimer und Lüneburger besiegten die Braunschweig-Welfischen Truppen unter maßgeblichem Einsatz der geldrischen Reiterei vernichtend und töteten 3.500 Männer. Während Heinrich der Jüngere und Franz von Minden vom Schlachtfeld fliehen konnten, wurden ihr Onkel Erich von Calenberg und ihr jüngerer Bruder Herzog Wilhelm zusammen mit etwa 120 bis 130 Adligen gefangen genommen, was das vorläufige Ende des Konfliktes bedeutete.
Mit der Anrufung des am Tage der Schlacht neugewählten Kaisers Karl V., der mit den Wolfenbüttlern gute Beziehungen hatte, fand jedoch auf politischer Ebene eine Wendung der Ereignisse statt. Heinrich der Mittlere hatte im Vorfeld der Kaiserwahl Karls Gegenkandidaten, König Franz I. von Frankreich unterstützt und sich damit die dauerhafte Feindschaft des Wahlsiegers zugezogen. Für den Kaiser bot die Hildesheimer Stiftsfehde die Möglichkeit, seiner Macht in Norddeutschland Geltung zu verschaffen und an seinen Gegnern ein Exempel zu statuieren. 
Der von Karl V. verhängte Schiedsspruch sah die Herausgabe aller eroberten Gebiete und der Gefangenen vor und richtete sich damit in erster Linie gegen die hildesheimische Seite. Dem Schiedsspruch folgte, da von Seiten des Fürstbischofs und seiner Verbündeten nicht beachtet, am 24. Juli 1521 die Verhängung der Acht und die Aberkennung ihrer Regalien und Lehen, mit deren Vollzug die Wolfenbüttler und Calenberger Fürsten, sowie König Christian II. von Dänemark und Landgraf Philipp I. von Hessen beauftragt wurden. Während Heinrich von Lüneburg bereits 1520 ins Exil nach Frankreich gegangen war, die Regierung seinen Söhnen übergeben hatte und damit das Fürstentum Lüneburg aus den weiteren Verwicklungen heraushielt, kam es zwischen dem Hildesheimer Fürstbischof und seinen Gegnern zu erneuten militärischen Auseinandersetzungen, die erst mit dem so genannten Feldfrieden vom 15. Oktober 1521 endgültig zugunsten der Wolfenbüttler Seite endeten. Zuletzt hatten nur noch die Stadt Hildesheim und die Festung Peine ausgehalten.
Hildesheim hatte zwar militärisch gewonnen, aber politisch verloren.

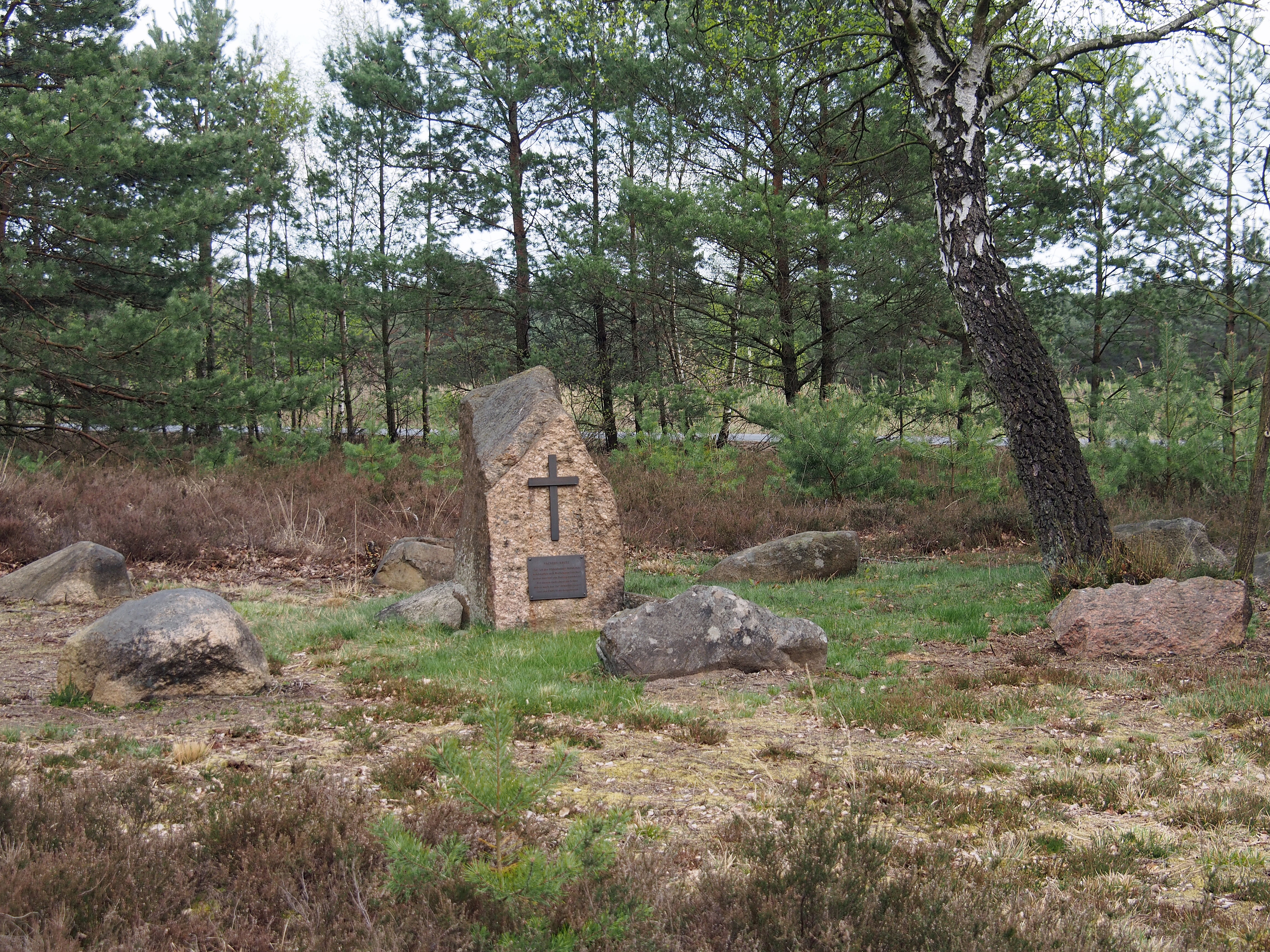
Gedenkstein an einen hier verbluteten Welfen-Herzog

Südwestlich von Munster auf dem heutigen Truppenübungsplatz Munster Süd, nahe der sogenannten Wincklerhöhe, ist ein Gedenkstein errichtet. Die Inschrift lautet:

„SACKERS-KRUEZ
Zur Zeit der Hildesheimer Stiftsfehde bekämpften sich Welfengeschlechter, wobei hier 1519 ein Herzog verblutete. Bei diesen Gefechten um Soltau wurde auch der Ort MUNSTER zerstört und der EMHOF niedergebrannt.“

## Quedlinburger Rezess

Gebiete des Kleinen und des Großen Hochstiftes Hildesheim

Im Quedlinburger Rezess vom 13. Mai 1523 wurden nach langen Verhandlungen unter der Leitung des Kurfürsten Albrecht von Mainz, des Herzogs Georg von Sachsen, sowie der Städte Einbeck, Magdeburg und Goslar die territorialen Veränderungen festgeschrieben, die sich im Zuge des Konfliktes ergeben hatten. Dies bedeutete insbesondere für die Fürsten von Braunschweig-Wolfenbüttel einen großen Zugewinn, während dem Hochstift Hildesheim von ursprünglich 22 Ämtern lediglich vier Ämter (Peine, Steuerwald, Marienburg sowie die Dompropstei) sowie die Städte Hildesheim und Peine verblieben, das so genannte Kleine Stift, etwa 90 Dörfer. Der Fürstbischof wurde machtpolitisch bedeutungslos. Herzog Wilhelm und alle anderen Gefangenen mussten ohne Gegenleistung freigelassen werden.
Das Fürstentum Braunschweig-Wolfenbüttel bekam die Ämter Winzenburg, Wohldenberg, Steinbrück, Lutter, Wohlenstein, Schladen, Liebenburg, Wiedelah, Vienenburg und Westerhof mit den Klöstern Lamspringe, Heiningen, Dorstadt, Wöltingerode, Ringelheim und Riechenberg sowie die Städte Alfeld, Bockenem, Lamspringe und Salzgitter.
Das Fürstentum Calenberg erhielt die Häuser und Ämter Hunnesrück mit Markoldendorf, Aerzen, Lauenstein, Grohnde, Hallerburg, Poppenburg, Ruthe und Coldingen, die Städte Dassel, Bodenwerder, Gronau, Elze, Sarstedt, sowie halb Hameln und die Klöster Marienau, Escherde, Wittenburg, Wülfinghausen und Derneburg.
Der Quedlinburger Rezess erhielt am 20. Oktober 1523 die kaiserliche Bestätigung. Auf dem Augsburger Reichstag belehnte Karl V. am 28. September 1530 die katholischen Herzöge Heinrich (Fürstentum Wolfenbüttel) und Erich (Fürstentum Calenberg-Göttingen) förmlich mit dem Großen Stift.
Die Hildesheimer begannen sofort einen Rechtsstreit um die Rückgabe des Großen Stifts. Dieser endete erst 1643 im Hildesheimer Hauptrezess mit einer Revision des Quedlinburger Rezesses und Rückgabe der Gebiete. Ausnahmen waren die Ämter Aerzen, Grohnde, Coldingen-Lauenberg, Lutter am Barenberge, Westerhof und Lindau, die bei den Fürstentümern Calenberg und Braunschweig-Wolfenbüttel verblieben.
Fürstbischof Johann IV. verzichtete 1527 auf das Bistum, wurde später Domherr in Ratzeburg und starb 1547 in Lübeck.